# اچ‌ام‌اس های‌فلیر (۱۸۹۸)
اچ‌ام‌اس های‌فلیر (۱۸۹۸) (به انگلیسی: HMS Highflyer (1898)) یک کشتی بود که طول آن ۳۵۰ فوت (۱۱۰ متر) بود. این کشتی در سال ۱۸۹۸ ساخته شد.